# Enlèvement de l'Église
Pour les articles homonymes, voir Enlèvement (homonymie).
 (décembre 2020).
 (décembre 2020).
- Si vous ne connaissez pas le sujet, laissez ce bandeau (vous pouvez alors contacter les auteurs).
- Si vous supprimez le contenu mis en cause (vous pouvez préalablement contacter les auteurs),

argumentez précisément cette suppression dans la page de discussion
(un manque de référence n'est pas un argument ; une recherche réelle de référence doit avoir été effectuée, être formellement documentée).

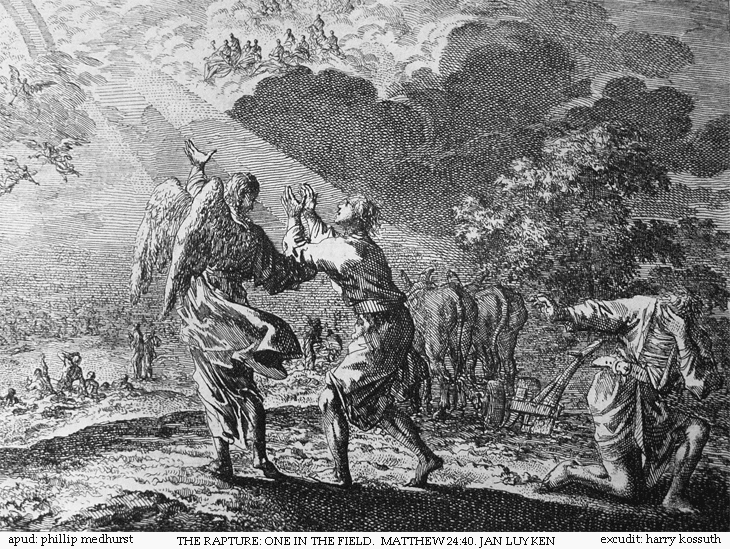
Matthieu 24:40 représenté par Jan Luyken (1649-1712). Lui-même ne croyait cependant pas à l'enlèvement prémillénariste, puisqu'il était anabaptiste et qu'il mourut 120 ans avant la diffusion de cette doctrine par John Nelson Darby.

L'enlèvement de l’Église (ou ravissement) est une doctrine eschatologique propre à la théologie évangélique, qui décrit un événement de la fin des temps où tous les chrétiens vivants seront enlevés sur des nuées en même temps que les croyants ressuscités à la rencontre du Seigneur dans les airs. Après le ravissement, la Grande Tribulation commence pour une période de sept ans, qui culminera dans la Seconde venue du Christ et sera suivie par un royaume messianique de mille ans.
Cette perspective, connue sous le nom de « dispensationalisme prémillénariste », est absente du christianisme majoritaire (catholique, orthodoxe, anabaptiste ou protestant « historique »). Il s'agit d'un point de vue relativement récent, largement répandu au sein de l'évangélisme.

## Étymologie
Dans le Nouveau Testament (1 Th 4,17), Paul utilise la forme verbale ἁρπαγησόμεθα (harpagēsometha), qui signifie « nous serons enlevés » ou bien « nous serons transportés ». Dans  la koinè, la forme lexicale harpazō (ἁρπάζω) signifie « arracher » ou « saisir ».

## Histoire

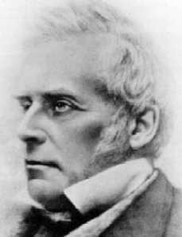
Photo de John Nelson Darby.

La doctrine de l'Enlèvement a été développée au XVIIe siècle par les écrits et enseignements de prédicateurs puritains. Au même siècle, elle a été adoptée par plusieurs dénominations évangéliques.
Le prédicateur britannique John Nelson Darby (1800 -1882), considéré comme le fondateur du dispensationalisme, affirme dans sa doctrine qu'après l'époque actuelle de la grâce viendra celle du royaume, dans laquelle le Christ reviendra sur terre après une série d'événements avant-coureurs (enlèvement de l'Église, guerre, apparition d'un nouvel ordre politique et économique mondial, arrivée de l'Antéchrist, bataille d'Armageddon), et établira un règne de paix de mille ans, avant que ne vienne le jugement dernier,.

## Doctrine

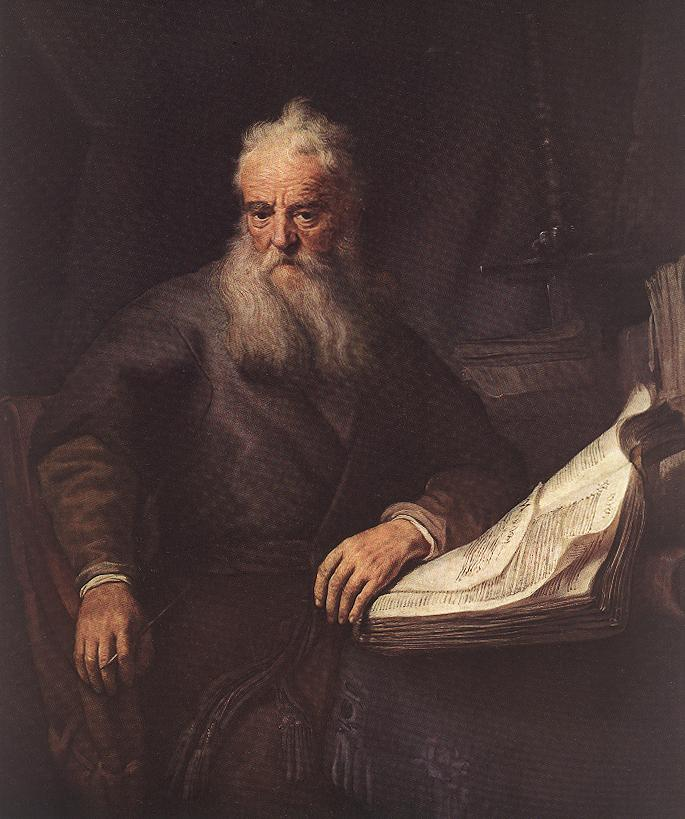
L'Apôtre Paul, par Rembrandt (1635).

Le passage le plus connu pour soutenir cette doctrine se trouve dans la première épître aux Thessaloniciens, dans laquelle Paul cite la « parole du Seigneur » pour rassembler ses saints,,, : 

« Nous ne voulons pas, frères, que vous soyez dans l'ignorance au sujet de ceux qui dorment, afin que vous ne vous affligiez pas comme les autres qui n'ont point d'espérance. Car, si nous croyons que Jésus est mort et qu'il est ressuscité, croyons aussi que Dieu ramènera par Jésus et avec lui ceux qui sont morts. Voici, en effet, ce que nous vous déclarons d'après la parole du Seigneur : nous les vivants, restés pour l'avènement du Seigneur, nous ne devancerons pas ceux qui sont morts. Car le Seigneur lui-même, à un signal donné, à la voix d'un archange, et au son de la trompette de Dieu, descendra du ciel, et les morts en Christ ressusciteront premièrement. Ensuite, nous les vivants, qui seront restés, nous serons tous ensemble enlevés avec eux sur des nuées, à la rencontre du Seigneur dans les airs, et ainsi nous serons toujours avec le Seigneur. Consolez-vous donc les uns les autres par ces paroles. »

— 1 Thessaloniciens 4, 13 - 18
Ensuite il cite dans sa première épître aux Corinthiens que cet enlèvement est le mystère de la volonté divine resté longtemps caché mais révélé maintenant à ses saints :

« Voici, je vous dis un mystère : nous ne mourrons pas tous, mais tous nous serons changés, en un instant, en un clin d'œil, à la dernière trompette. La trompette sonnera, et les morts ressusciteront incorruptibles, et nous, nous serons changés. Car il faut que ce corps corruptible revête l'incorruptibilité, et que ce corps mortel revête l'immortalité. Lorsque ce corps corruptible aura revêtu l'incorruptibilité, et que ce corps mortel aura revêtu l'immortalité, alors s'accomplira la parole qui est écrite : “La mort a été engloutie dans la victoire. Ô mort, où est ta victoire ? Ô mort, où est ton aiguillon ?”
L'aiguillon de la mort, c'est le péché ; et la puissance du péché, c'est la loi. Mais grâces soient rendues à Dieu, qui nous donne la victoire par notre Seigneur Jésus Christ ! »

— 1 Corinthiens 15, 51 - 57
Enfin dans son épître aux Philippiens, il annonce que les chrétiens sont les citoyens du ciel : 

« Quant à nous, nous sommes citoyens du royaume des cieux : de là, nous attendons ardemment la venue du Seigneur Jésus-Christ pour nous sauver. Car il transformera notre corps misérable pour le rendre conforme à son corps glorieux par la puissance qui lui permet de tout soumettre à son autorité. »

— Philippiens 3, 20 - 21 (Traduction de la Bible du Semeur, 1992)

## Date du ravissement
Dans l'évangile selon Matthieu, les apôtres demandent à Jésus quels seront les signes de sa venue et de la fin du monde . À la fin de son discours, Jésus leur répond : 

« Pour ce qui est du jour et de l'heure, personne ne le sait, ni les anges des cieux, ni le Fils, mais le Père seul. »

— Matthieu 24, 36
Dans le récit de l'Ascension, au début du livre des Actes des Apôtres, il répond de même :

« Ce n'est pas à vous de connaître les temps ou les moments que le Père a fixés de sa propre autorité. »

— Actes 1, 7
Certains croyants ont fait aussi des prédictions concernant la date de l'événement mais sans succès.

## Dans la culture populaire
- Dernier Sacrifice (1991)
- Left Behind I: The Movie[Quoi ?] (2000)
- Left Behind II: Tribulation Force[Quoi ?] (2002)
- Les Simpson, saison 16, épisode Le Jugement dernier (2005)
- Left Behind III: World at War[Quoi ?] (2005)
- American Dad, saison 5, épisode L'Apocalypse (2010)
- Le film comique américain Rapture-Palooza (en) (2013) prend place juste après l'Enlèvement (en anglais the Rapture), qui surviendrait à notre époque.
- C'est la fin (2013)
- Final: The Rapture[Quoi ?] (2013)
- Le Chaos (Left Behind, 2014)
- The Remaining[Quoi ?] (2014)
- The Leftovers (série) (2014)
- Everybody's gone to the Rapture  (jeu vidéo) (2015)